# Desectophis pulcher
Desectophis pulcher är en spindeldjursart som beskrevs av Wolfgang Karg 2003. Desectophis pulcher ingår i släktet Desectophis och familjen Ologamasidae. Inga underarter finns listade i Catalogue of Life.